# Sven Wahlström
Sven Lennart Wahlström, född 15 juli 1899 i Uppsala, död 19 december 1976 i Stockholm, var en svensk ingenjör och företagsledare.
Sven Wahlström var son till revisorn Lennart Wahlström och Hermine Louise Lennartson. Han avlade mogenhetsexamen i Uppsala 1918 och utexaminerades från Tekniska högskolan som bergsingenjör 1923. Wahlström hade anställning som ingenjör vid Laxå Bruks AB i Närke 1923–1924, arbetade vid olika stålverk i USA 1925–1928 och var martiningenjör vid Smedjebackens Valsverks AB i Dalarna 1928–1929. 1929 knöts han som reseingenjör till Hellefors Bruks AB i Hällefors i Västmanland, och han blev där försäljningschef för järn- och stålavdelningen 1930 samt vice VD 1945. Från 1947 var han VD i Hellefors Bruks AB. Wahlström organiserade till stor del den världsomfattande försäljningsavdelningen vid Hellefors bruk. Han var chef för järnavdelningen i Statens industrikommission 1942–1943 och medlem av den svenska industridelegationen till USA, Kanada och Mexiko 1944 samt deltog som Svenska arbetsgivareföreningens representant i internationella arbetskonferenserna i Philadelphia 1944, Cleveland 1946, Stockholm 1947 samt Genève 1949 och 1952. Wahlström var fullmäktig i Jernkontoret och Sverige-Amerika Stiftelsen, ordförande i Järnverksföreningen och Värmländska bergsmannaföreningen samt styrelseledamot i bland annat Bolidens gruvaktiebolag. Han utgav skrifter i metallurgiska och ekonomiska ämnen samt arbeten angående Värmlands kulturhistoria. Wahlström är gravsatt på Uppsala gamla kyrkogård.